# Fleury (Aude)
Fleury település Franciaországban, Aude megyében. Lakosainak száma 4071 fő (2022. január 1.). Fleury Narbonne, Salles-d’Aude, Vinassan, Lespignan, Vendres és Nissan-lez-Enserune községekkel határos.

## Népesség
A település népességének változása:
| Lakosok száma | 2030 | 2027 | 2264 | 3071 | 3813 | 3906 | 3825 | 3758 | 3713 | 4071 |
|               | 1968 | 1982 | 1990 | 2006 | 2013 | 2015 | 2017 | 2019 | 2020 | 2022 |